# カムリ県

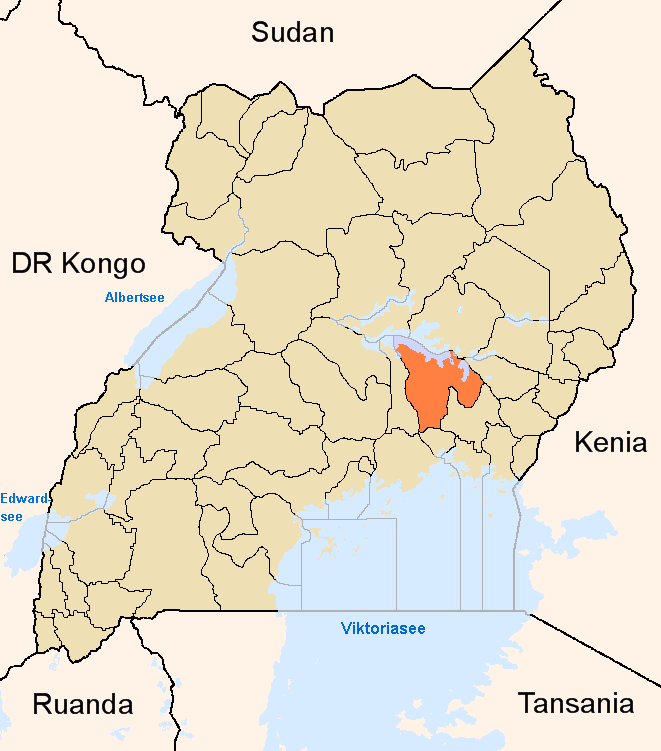
カムリ県と2001年から2005年の県境

カムリ県 (カムリけん、Kamuli District) はウガンダ中南部ブソガ北西部の県。キオガ湖の南岸東部、白ナイル川東岸に位置し、1974年にブソガ州の北ブソガ県として設置され、1979年にカムリ県に改名された。2005年7月に東部のブラモギ郡がカリロ県に分割された。2002年の国勢調査人口は 712,079 人でうち2006年以降のカムリ県分は 552,665 人。2007年度の概算人口は 662,407 人。面積は 3,443.62 km²で、835.12 km²は水域である。北にブディオペ郡、中部にブガブラ郡、南にブザーヤ郡の3郡にカムリTCを含め18の副郡、104の教区が置かれている。知事に相当する第5地域議会 (LC5) 議長はムビル・スティーヴン。県の北部は牛回廊と呼ばれる、ウシの放牧される一帯に属する。住民の80%は農民で食用としてサツマイモ、ラッカセイ、マメ、バナナ、雑穀、イネなど、商品作物としてコーヒー、綿花、パイナップル等が栽培され、漁業、酪農も盛んである。

## 隣接する県
南東にイガンガ県、南にジンジャ県、キオガ湖の北にランゴ地方のアモラタル県、テソ地方のカベラマイド県、ソロティ県、ナイルの対岸にブガンダのカユンガ県と接する。

## 脚註
1. 1 2  KAMULI DISTRICT LOCAL GOVERNMENT Mapping Report", Feb 2008.